# Tram van Rouen
De tram van Rouen is naast de bus een belangrijk openbaar vervoermiddel in deze stad. Het tramnet werd hier vanaf de opening "métrobus" genoemd. Het net van twee lijnen vormt een semimetro met veelal vrije banen op de zuidoever en een tramtunnel in het centrum.
De bouw van het tramnet van Rouen begon in 1991, nadat het contract met het SOMETRAR-consortium was getekend. Op 17 december 1994 werd het tramnet geopend. In 1997 werd het netwerk met 4,2 kilometer en acht haltes verlengd naar Technopôle. 
De tram wordt geëxploiteerd door Transport en Commun de l'Agglo. de Rouen (TCAR), een dochteronderneming van Veolia Transport. De agglomeratie van Rouen treedt op als opdrachtgever (vervoersautoriteit). De tramdienst werd tot 2013 uitgevoerd met 28 trams van het type TFS van GEC-Alsthom; deze zijn toen vervangen door 27 exemplaren van het type Alstom Citadis.

## Netwerk
Het tramnet is sinds 1997 15,4 kilometer lang en telt het 31 haltes. Twee ongenummerde lijnen bedienen de haltes. In het centrum rijden de trams door een 2,2 kilometer lange tunnel, met daarin vier ondergrondse haltes. Ten zuiden van de Seine is ook nog een korte ondergrondse sectie met een halte ('Joffre-Mutualité').

### Lijnen
- Boulingrin - Beauvoisine (ondergronds) - Gare-Rue Verte (ondergronds) - Palais de Justice (ondergronds) - Théâtre des Arts (ondergronds) - Joffre-Mutualité (ondergronds) - Saint-Sever - Avenue de Caen - Jean Jaurès - François Truffaut - Place du 8-Mai - Saint-Julien - Charles de Gaulle - Provinces - J. F. Kennedy - Léon Blum - Paul Cézanne - Georges Braque
- Boulingrin - Beauvoisine (ondergronds) - Gare-Rue Verte (ondergronds) - Palais de Justice (ondergronds) - Théâtre des Arts (ondergronds) - Joffre-Mutualité (ondergronds) - Saint-Sever - Europe - Honoré de Balzac - Voitaire - Garibaldi - Hôtel de Ville-Sotteville - 14-Juillet - Jean Zay - Toit Familial - Champ de Courses - Ernest Renan - Le Parc - Maryse Bastlé - Technopôle

## Modernisering
De oorspronkelijke 28 trams die vanaf 1994 hebben gereden hadden capaciteitsproblemen en zijn daarom in 2012-13 vervangen door 27 lagevloer citadis-trams met meer capaciteit (300 reizigers). De stations en de sporen zijn eveneens vernieuwd. De oude trams zijn verkocht.

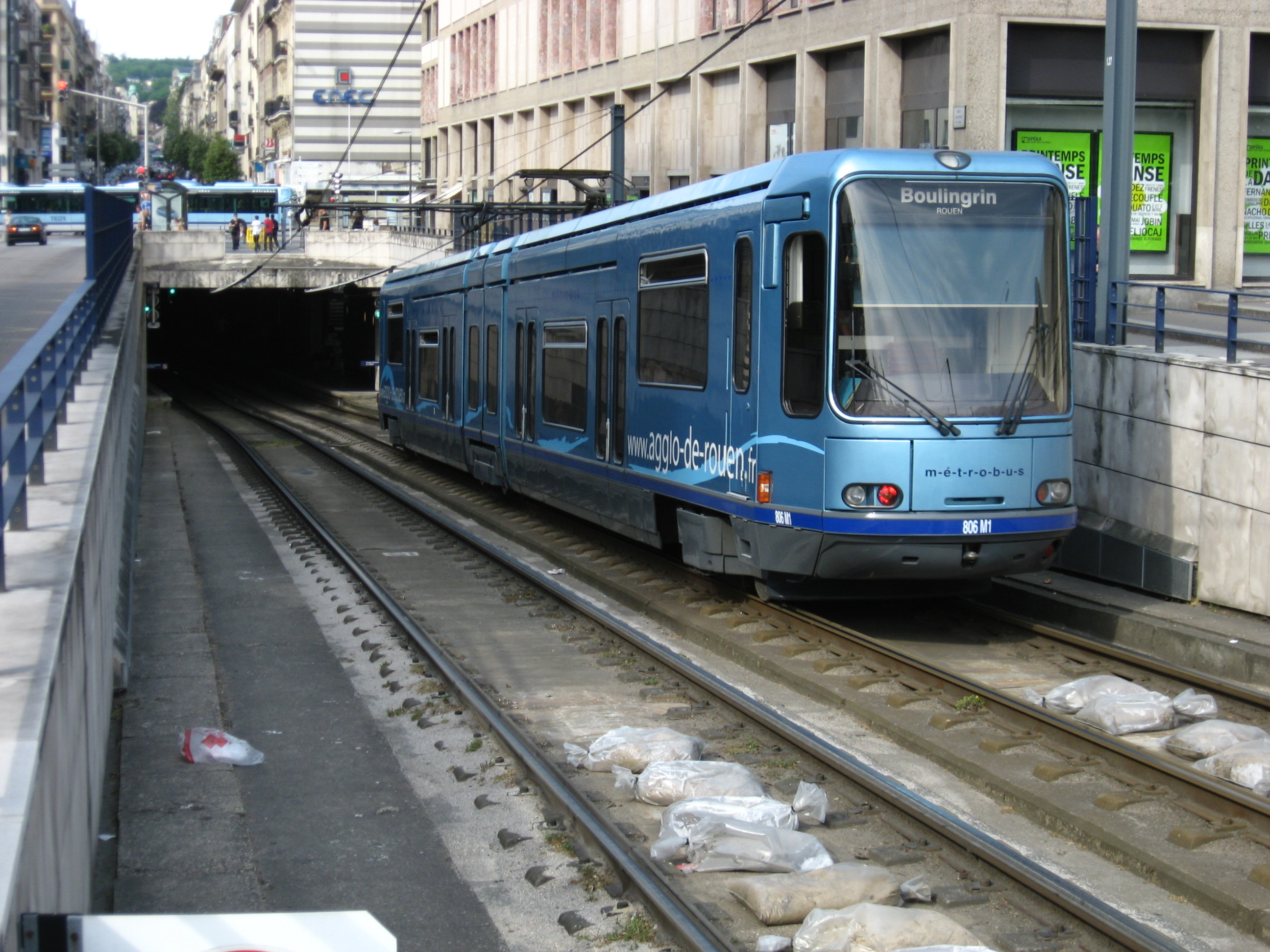
Een tram type TFS2.
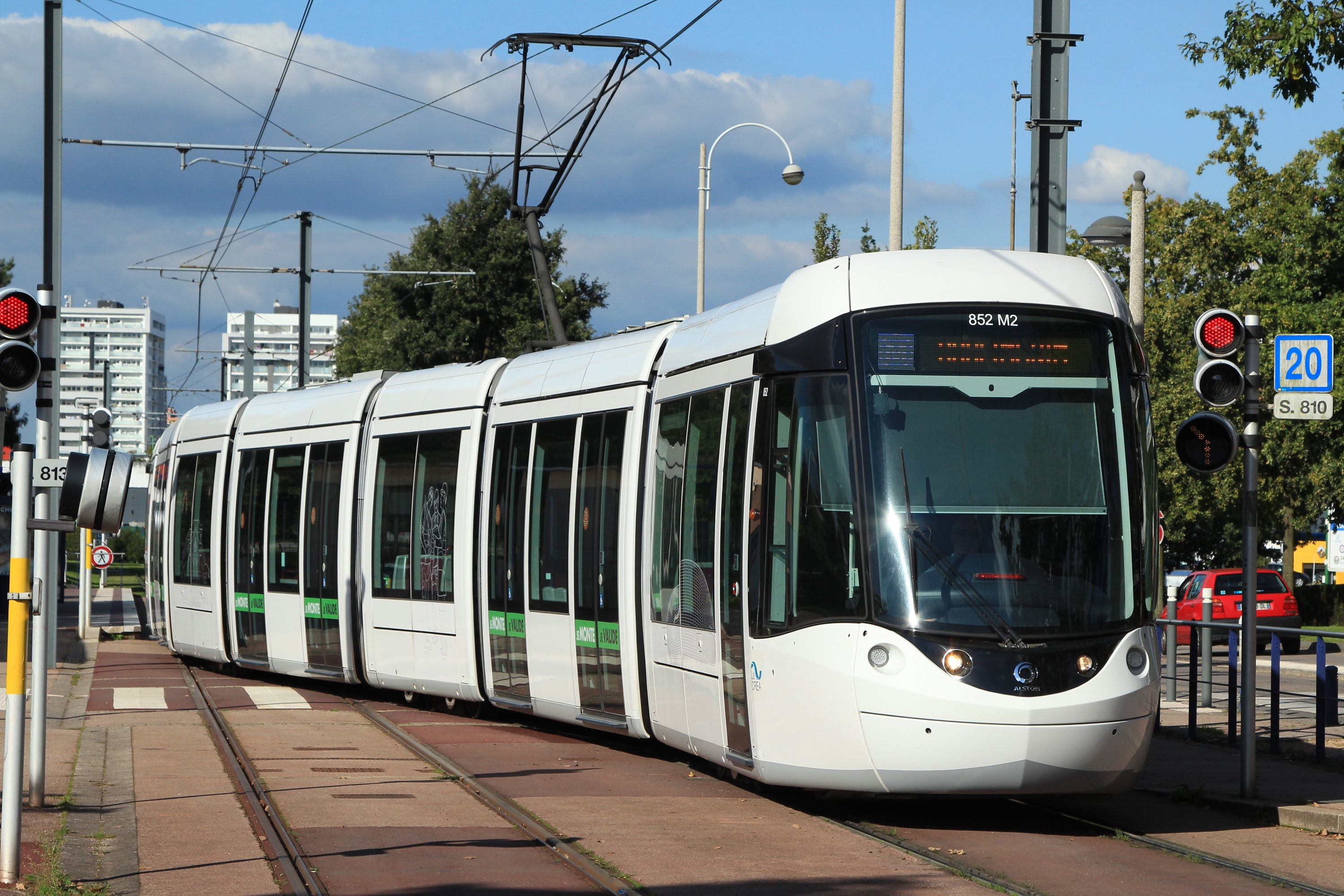
Een Citadis trams
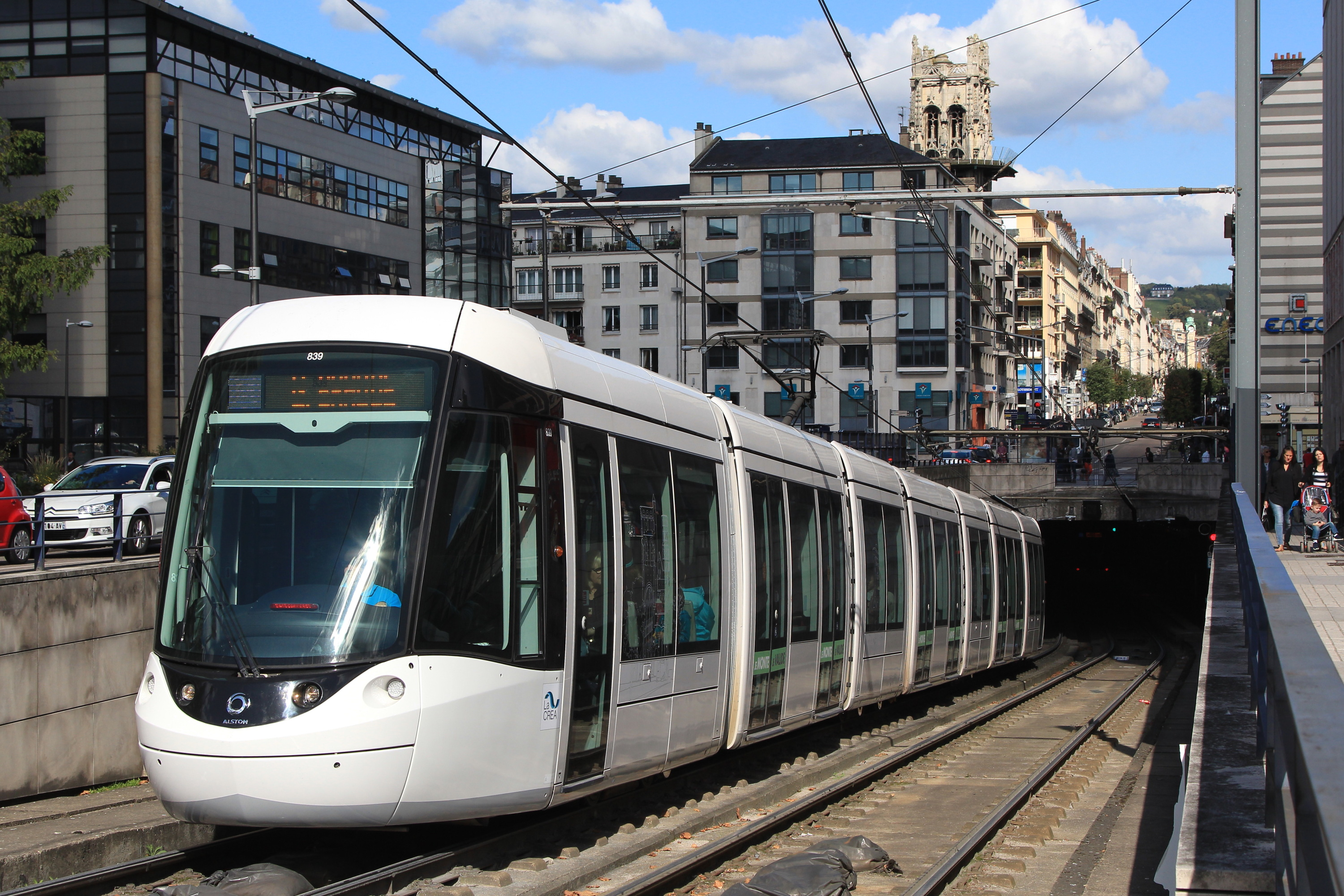
Uitrit bij station Théatre des Arts
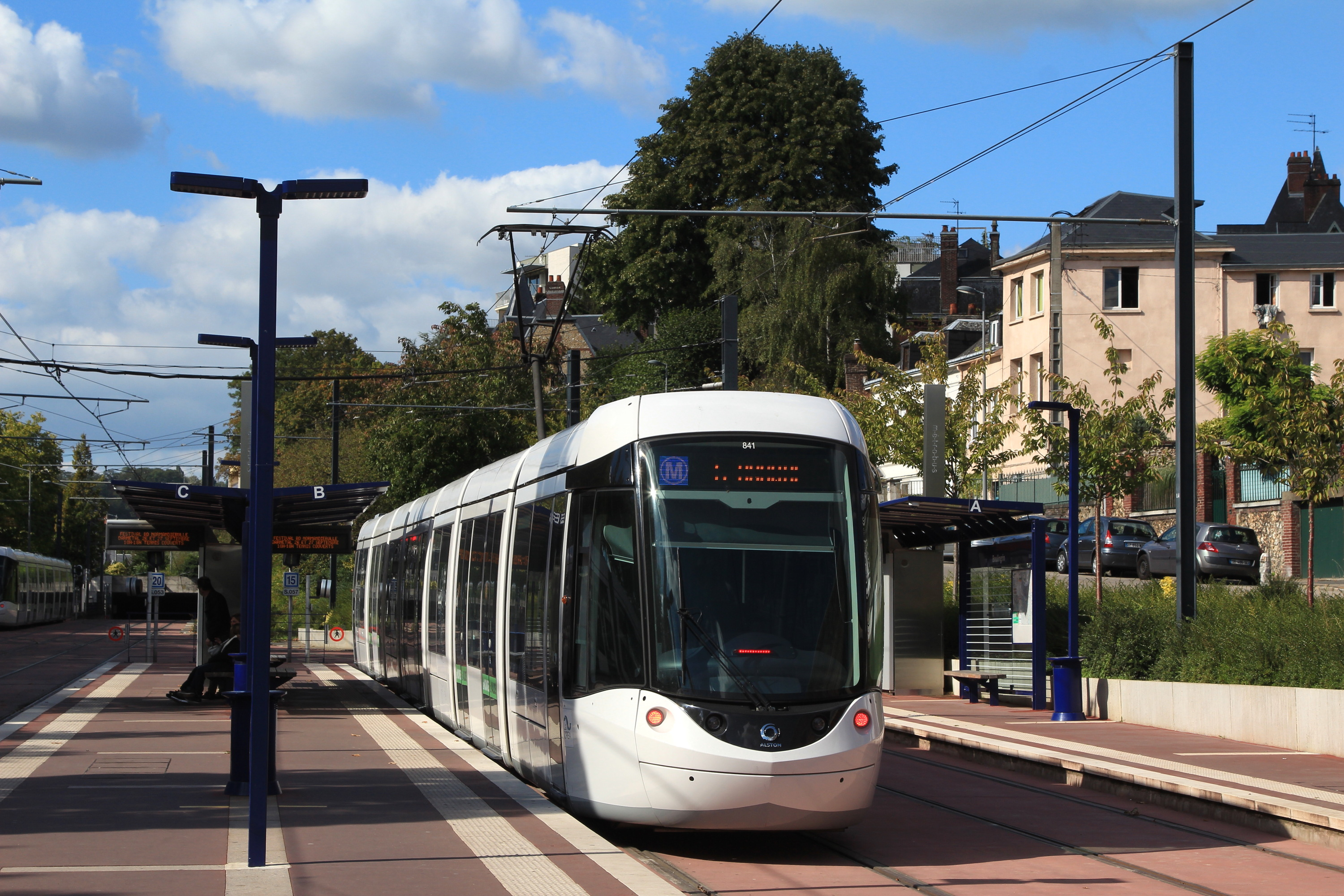
Depot Boulingrin